# Élections législatives néo-zélandaises de 2011
Des élections législatives se sont tenues en Nouvelle-Zélande le samedi 26 novembre 2011, pour l'élection de l'ensemble des cent-vingt députés (ou plus) de la cinquantième législature de la Chambre des représentants, assemblée législative monocamérale.
Le Parti national (droite) a remporté cinquante-neuf sièges - soit deux de moins que la majorité absolue. Les partis ACT et United Future, avec un député chacun, lui  ont renouvelé leur confiance, lui donnant la majorité absolue qui lui permettra de gouverner. John Key, le Premier ministre sortant, était ainsi reconduit, et annonça qu'il nommerait rapidement son nouveau Cabinet. Par la suite, le Parti māori renouvela son accord avec la coalition, s'engageant à lui maintenir sa confiance, en échange de garanties concernant l'application de certaines de ses politiques, tout en conservant la liberté de voter contre des politiques du gouvernement au cas par cas. Le gouvernement Key dispose ainsi de la confiance de soixante-quatre députés.
La cinquantième législature compte cent-vingt-et-un députés. En effet, le Parti māori a remporté trois circonscriptions, alors que le nombre de voix qu'il a obtenu ne lui permettrait, à la proportionnelle, que d'avoir deux sièges. Le modèle électoral néo-zélandais prévoit, dans ce cas de figure, un accroissement du nombre de députés.

## Système électoral
Chaque électeur dispose de deux voix : une pour élire un député pour sa circonscription, et une pour un parti politique. Soixante-dix députés sont ainsi élus dans des circonscriptions à un siège au scrutin uninominal à un tour ; les cinquante autres sont élus à la proportionnelle, à partir de listes de candidats soumises par les partis, afin de rééquilibrer les résultats des circonscriptions avec le rapport de forces sur le plan national. Si un parti remporte un nombre de circonscriptions inférieur à la proportion de voix qu'il a obtenu au niveau national, des candidats de la liste de ce parti sont élus députés, pour que la proportion de députés de ce parti corresponde à la proportion de voix. Le maintien de ce système électoral, toutefois, sera soumis à un référendum le même jour que l'élection législative.

## Partis et candidats
Treize partis politiques et cinq cent quarante-quatre candidats participeront à l'élection. Parmi eux, cent quarante-sept femmes. Trente candidats sont sans étiquette, n'appartenant à aucun parti, ou bien à un parti non-recensé. Il y a au moins trois candidats dans chaque circonscription - le maximum étant douze, dans la circonscription de Wellington Centre, dans la capitale.

### Coalition sortante
Le Premier ministre John Key, du Parti national (libéral-conservateur), élu en 2008, vise un second mandat. Son parti disposait de 58 députés avant l'élection, et sa coalition, de 68.
ACT New Zealand, l'Association des consommateurs et des contribuables (libérale), menée au sein du parlement par John Boscawen (ministre aux Affaires des Consommateurs) et hors du parlement par Don Brash, disposait de cinq députés.
Le Parti māori, dirigé conjointement par Tariana Turia (ministre au Secteur volontaire et communautaire) et Pita Sharples (ministre aux Affaires māori), avait quatre députés.
United Future, se présentant comme un parti centriste, avait un seul député, Peter Dunne, ministre des Revenus.

### Opposition parlementaire
Phil Goff, du Parti travailliste, apparaît comme le principal adversaire de John Key pour le poste de Premier ministre. Les Travaillistes avaient 42 députés avant l'élection.
Le Parti vert, dirigé conjointement par Metiria Turei et Russel Norman, disposait de neuf sièges.
Le Parti progressiste (gauche), étroitement associé à son fondateur et unique député Jim Anderton, formait en opposition une 'coalition' avec les Travaillistes. Anderton annonça toutefois en octobre 2010 qu'il ne se présenterait pas à l'élection, mettant ainsi fin à sa carrière de député, et son parti ne présenta aucun candidat aux législatives.
Le Parti mana est un parti fondé en mai 2011 par Hone Harawira, député qui avait été élu sous l'étiquette du Parti māori. Quittant le Parlement après avoir changé de parti, il se soumit aux électeurs de sa circonscription, et fut réélu dans une élection partielle en juin, devenant le premier et le seul député du Parti mana,. Pour les élections de 2011, le parti se présente dans vingt-et-une circonscriptions, et présente une liste de parti de vingt candidats.
Le Parlement comptait également un député sans étiquette, Chris Carter, expulsé du Parti travailliste en août 2010, mais ayant conservé son siège,. Carter ne se représente pas aux élections de 2011.

### Partis sans siège avant l'élection
Les six autres partis prenant part à l'élection sont les suivants. Ils n'avaient aucun député avant l'élection.
- L'Alliance est un petit parti de gauche, dirigé par Jim Anderton jusqu'en 2002, et aujourd'hui par Andrew McKenzie et Kay Murray. Il n'a plus de députés depuis 2002. Présent dans cinq circonscriptions, il présente en outre une liste de quatorze candidats.
- Le Parti d'Aotearoa pour la Légalisation du Cannabis, dirigé par Michael Appleby, n'a jamais eu de député. Présent dans dix-sept circonscriptions, il présente une liste de vingt-huit candidats.
- Le Parti conservateur est un tout nouveau parti fondé en août 2011, et dirigé par Colin Craig[16]. Présent dans cinquante-deux circonscriptions, il a trente candidats sur sa liste de parti.
- Le parti des Démocrates pour le Crédit social est fondé sur l'idée de crédit social, et dirigé par Stephnie de Ruyter. Il n'a plus de députés depuis 2002. Présent dans quatorze circonscriptions, il a vingt-quatre candidats sur sa liste.
- Libertarianz est un parti libertarien, dirigé par Richard McGrath. Il n'a jamais eu de député. Présent dans neuf circonscriptions, il a vingt-sept candidats sur sa liste.
- Nouvelle-Zélande d'abord est un parti populiste, autrefois influent, principalement connu pour son opposition à l'immigration asiatique, et pour la personnalité de son dirigeant Winston Peters, anciennement ministre dans des gouvernements de coalition. Il avait obtenu sept députés aux élections de 2005, mais aucun à celles de 2008. Présent dans trente-deux circonscriptions, il a trente-trois candidats sur sa liste.

## Politiques et promesses de campagne

### Thèmes principaux
Les deux principaux partis se sont focalisés sur l'économie du pays. Le Parti national a promis d'ouvrir davantage le capital des entreprises publiques, afin de contribuer à résorber la dette nationale. Les Travaillistes promirent la création d'un impôt sur les plus-values, et indiquèrent qu'ils « retarderaient de deux ans le paiement des pensions de retraite pour payer la dette ». Ils demandèrent en outre aux électeurs de ne pas donner une majorité absolue de sièges aux Nationaux, de crainte que ceux-ci ne vendent au privé une quantité excessive des actifs financiers publics.

### Programmes
à venir

### Questions / réponses
Radio New Zealand invita les différents partis à répondre à un ensemble de questions. Tous les partis ne répondirent toutefois pas à toutes les questions. (Au 15 novembre, ACT et le Parti maori n'avaient pas encore répondu aux questions, tandis que le Parti national avait indiqué qu'il ne souhaitait répondre à aucune.) Parmi les questions et réponses :
Concernant la poursuite d'accords commerciaux multilatéraux, les Travaillistes réaffirmèrent leur engagement pour des accords dans le cadre de l'Organisation mondiale du commerce. Les Verts indiquèrent que tout accord commercial international devra respecter des normes environnementales et sociales et être adopté par le Parlement ; le parti souhaite le remplacement de l'OMC par une organisation plus respectueuse des accords internationaux en matière du droit du travail et de l'environnement. Le Parti mana souhaite se pencher sur « des modèles alternatifs de coopération internationale fondés sur une économie de la solidarité », et ancrés en premier lieu dans la région Pacifique sud.
Concernant le changement climatique, les Travaillistes le décrivirent comme « une menace globale énorme [qui] menace sérieusement notre mode de vie », la Nouvelle-Zélande étant « un petit État insulaire ». Il faudrait soumettre le secteur agricole, dès 2013, aux obligations de réduction d'émissions de gaz à effet de serre, selon le principe « pollueur payeur » introduit par le gouvernement travailliste pour les autres industries en 2008. Il faudrait également développer les énergies renouvelables. Les Verts introduiraient une politique de « pollueur payeur » plus exigeante, et développeraient les énergies renouvelables et les transports publics propres, entre autres mesures. La position du Parti mana est similaire. United Future encourageait la plantation de forêts.
Les Travaillistes porteraient l'âge de la retraite de 65 à 67 ans pour 2020. Le Parti mana se prononça pour la réduction de l'âge de la retraite pour les catégories de personnes ayant une moindre espérance de vie.
Les Travaillistes promettent une politique fiscale d'élimination de la dette nationale pour 2021. Les Verts indiquent que l'élimination de la dette est une priorité, car elle rend le pays vulnérable aux chocs économiques. Le parti propose plusieurs réformes fiscales et du système bancaire. Pour le Parti mana, la réduction de la dette passe également par une réforme fiscale.
Concernant la diversification économique, les Verts proposent la création de cent mille « emplois verts », avec de l'investissement public dans les compagnies énergétiques publiques et dans l'isolement. Le développement des énergies renouvelables créerait des emplois, accroîtrait les exportations et participerait à la diversification de l'économie. Des réductions d'impôts encourageraient en outre la création d'emplois verts dans le secteur privé. Le Parti mana propose une plus grande autonomie économique du pays, abaissant ainsi à la fois les importations et les exportations, qui ont un impact négatif sur l'environnement. Une politique de substitution aux importations serait mise en place.
Les Verts proposent une réduction progressive des frais d'inscription à l'université ; United Future et Mana, leur abolition.
En matière de sécurité, les Travaillistes recruteraient davantage de policiers à déployer sur le terrain ; United Future ferait de même « si nécessaire » ; les Verts mettraient l'accent sur la police de proximité. Les Travaillistes, les Verts et Mana abrogeraeient la loi de privatisation des prisons ; United Future la conserverait. Les Verts et United Future se prononcent en faveur d'un plus grand usage du travail d'intérêt général.

## Sondages
Le 26 octobre 2011, selon différents instituts de sondage, les intentions de vote étaient les suivantes,,,. Toutes les prévisions donnaient le Parti national très nettement en tête, avec une majorité absolue des suffrages, bien qu'avec une remontée des Travaillistes.
- Entre 52,3 % et 56 % des voix pour le Parti national ;
- entre 29,1 % et 31,3 % pour le Parti travailliste ;
- entre 9 % et 10,1 % pour les Verts ;
- entre 1,5 % et 2,8 % pour New Zealand First ;
- entre 1,2 % et 1,9 % pour le Parti maori ;
- entre 0,9 % et 1,5 % pour l'ACT ;
- entre 0,1 % et 1,1 % pour le Parti mana ;
- entre 0 % et 0,5 % pour United Future.

## Résultats
|                           |                           |                  |                  |                  |                  |                 |                 |                 |                 |              |               |  |  |  |
| Parti                     | Parti                     | Circonscriptions | Circonscriptions | Circonscriptions | Circonscriptions | Proportionnelle | Proportionnelle | Proportionnelle | Proportionnelle | Total sièges | +/-           |  |  |  |
| Parti                     | Parti                     | Voix             | %                | Sièges           | +/-              | Voix            | %               | +/-             | Sièges          | Total sièges | +/-           |  |  |  |
|                           | Parti national            | 1 027 696        | 47,31            | 42               | 1                | 1 058 636       | 47,31           | 2,38            | 17              | 59           | 1             |  |  |  |
|                           | Parti travailliste        | 762 897          | 35,12            | 22               | 1                | 614 937         | 27,48           | 6,51            | 12              | 34           | 9             |  |  |  |
|                           | Parti vert                | 155 492          | 7,16             | 0                | en stagnation    | 247 372         | 11,06           | 4,34            | 14              | 14           | 5             |  |  |  |
|                           | Nouvelle-Zélande d'abord  | 39 892           | 1,84             | 0                | en stagnation    | 147 544         | 6,59            | 2,52            | 8               | 8            | 8             |  |  |  |
|                           | Parti conservateur        | 51 678           | 2,38             | 0                | Nv.              | 59 237          | 2,65            | Nv.             | 0               | 0            | en stagnation |  |  |  |
|                           | Parti māori               | 39 320           | 1,81             | 3                | 2                | 31 982          | 1,43            | 0,96            | 0               | 3            | 2             |  |  |  |
|                           | Parti mana                | 29 872           | 1,38             | 1                | Nv.              | 24 168          | 1,08            | Nv.             | 0               | 1            | 1             |  |  |  |
|                           | ACT New Zealand           | 31 001           | 1,43             | 1                | en stagnation    | 23 889          | 1,07            | 2,58            | 0               | 1            | 4             |  |  |  |
|                           | Avenir uni                | 18 792           | 0,87             | 1                | en stagnation    | 13 443          | 0,60            | 0,53            | 0               | 1            | en stagnation |  |  |  |
|                           | Parti du cannabis         | 6 384            | 0,29             | 0                | en stagnation    | 11 738          | 0,52            | 0,11            | 0               | 0            | en stagnation |  |  |  |
|                           | Autres                    | 9 410            | 0,43             | 0                | en stagnation    | 4 518           | 0,20            | -               | 0               | 0            | en stagnation |  |  |  |
|                           |                           |                  |                  |                  |                  |                 |                 |                 |                 |              |               |  |  |  |
| Suffrages exprimés        | Suffrages exprimés        | 2 172 434        | 95,32            |                  |                  | 2 237 464       | 98,18           |                 |                 |              |               |  |  |  |
| Votes blancs et invalides | Votes blancs et invalides | 106 555          | 4,68             | 41 525           | 1,82             |                 |                 |                 |                 |              |               |  |  |  |
| Total                     | Total                     | 2 278 989        | 100              | 70               | en stagnation    | 2 278 989       | 100             | -               | 51              | 121          | 1             |  |  |  |
| Abstentions               | Abstentions               | 791 858          | 25,79            |                  |                  | 791 858         | 25,79           |                 |                 |              |               |  |  |  |
| Inscrits/Participation    | Inscrits/Participation    | 3 070 847        | 74,21            | 3 070 847        | 74,21            |                 |                 |                 |                 |              |               |  |  |  |

### Résultats initiaux
Le Parti national obtint, au premier décompte, 48 % des voix, contre 27 % pour le Parti travailliste, 10,6 % pour les Verts, 6,8 % pour New Zealand First, 2,8 % pour le Parti conservateur, 1,4 % pour le Parti maori, 1,1 % pour l'ACT, 1 % pour le Parti mana, et 0,6 % pour United Future.
Cela se traduisit en 60 sièges pour les Nationaux, soit un gain modeste de deux sièges - mais un de moins qu'une majorité absolue. Les Travaillistes remportèrent 34 sièges, en perdant ainsi neuf. Les Verts terminèrent troisième avec 13 sièges, tous obtenus à la proportionnelle. New Zealand First effectua son retour au Parlement, passant de zéro à huit sièges, là aussi grâce à la proportionnelle. Le Parti maori obtint trois sièges, tandis qu'ACT, Mana et United Future en obtenaient un chacun. L'ACT conservait ainsi son unique siège de circonscription, mais perdait les quatre sièges qu'elle avait remportés à la proportionnelle en 2008.

### Résultats finaux
Restait néanmoins à compter les special votes - les voix des électeurs qui avaient été dans l'impossibilité de se rendre à leur bureau de vote ordinaire, et avaient donc voté en dehors de leur circonscription. Ces voix firent la différence dans deux circonscriptions, faisant perdre celle de Christchurch centre aux Travaillistes au profit des Nationaux, mais produisant le résultat inverse à Waitakere. En outre, ces voix affectèrent la répartition des sièges de listes à la proportionnelle : le Parti national en perdit un, au profit des Verts. Ce résultat permit l'entrée au Parlement de la candidate verte Mojo Mathers, première personne atteinte de surdité profonde à devenir députée en Nouvelle-Zélande,.
Finalement, le Parti national avait ainsi 47,3 % des voix ; le Parti travailliste, 27,5 % ; les Verts, 11,1 % ; New Zealand First, 6,6 % ; le Parti conservateur, 2,7 % ; le Parti maori, 1,4 % ; Mana, 1,1 % ; ACT, 1,1 % ; et United Future, 0,6 %.
| Parti | Parti                                  | Dirigeant                      | Circonscription du dirigeant      | Sièges (circonscriptions) | Sièges (liste) | Sièges (total) | Changement par rapport à 2008 |
| ----- | -------------------------------------- | ------------------------------ | --------------------------------- | ------------------------- | -------------- | -------------- | ----------------------------- |
|       | Parti national de Nouvelle-Zélande     | John Key Premier ministre      | Helensville                       | 41                        | 18             | 59 députés     | +1                            |
|       | Parti travailliste de Nouvelle-Zélande | Phil Goff Chef de l'opposition | Mount Roskill                     | 23                        | 11             | 34 députés     | -9                            |
|       | Parti vert d'Aotearoa Nouvelle-Zélande | Metiria Turei et Russel Norman | aucun (liste)                     | 0                         | 14             | 14 députés     | +5                            |
|       | Nouvelle-Zélande d'abord               | Winston Peters                 | aucun                             | 0                         | 8              | 8 députés      | +8                            |
|       | Parti māori                            | Tariana Turia et Pita Sharples | Te Tai Hauāuru et Tāmaki Makaurau | 3                         | 0              | 3 députés      | -2                            |
|       | ACT New Zealand                        | Don Brash                      | aucun                             | 1                         | 0              | 1 député       | -4                            |
|       | Parti mana                             | Hone Harawira                  | Te Tai Tokerau                    | 1                         | 0              | 1 député       | +1                            |
|       | Futur uni                              | Peter Dunne                    | Ohariu                            | 1                         | 0              | 1 député       | +0                            |
|       | Parti progressiste de Nouvelle-Zélande | Jim Anderton                   | Wigram                            | 0                         | 0              | 0 député       | -1                            |
|       | Autres, et candidats sans étiquette    | n/a                            | n/a                               | 0                         | 0              | 0 député       | -1                            |

### Élus des listes
à venir

### Élus par circonscription
La grande majorité des sortants furent réélus. Le Parti mana, l'ACT et United Future conservèrent chacun leur unique circonscription, sans en conquérir d'autres. Les Verts, malgré leurs 11,1 % des voix au niveau national, n'arrivèrent en tête dans aucune circonscription. Le Parti maori perdit Te Tai Tonga (circonscription maori couvrant la totalité de l'île Sud) au profit des Travaillistes. Les Travaillistes remportèrent également les circonscriptions de Wigram et de Te Atatu, où, respectivement, le Progressiste Jim Anderton et le député sans étiquette Chris Carter (ancien Travailliste exclus du parti) ne se représentaient pas. Anderton avait apporté son soutien à la candidate travailliste, Megan Woods.
À Christchurch centre, le résultat demeura initialement incertain. Le sortant travailliste Brendon Burns et son adversaire du Parti national, Nicky Wagner, obtinrent tous deux 10 493 voix (44,1 %). Ils furent départagés par un décompte des "voix spéciales", celles déposées dans des urnes à travers le pays par des électeurs ayant justifié de leur incapacité à se rendre dans un bureau de vote de leur circonscription. Ce cas de figure -une égalité entre les deux candidats en tête- ne s'était jamais encore présenté lors d'une élection législative en Nouvelle-Zélande. (Christchurch centre avait semblé solidement travailliste, mais les analystes estiment que les électeurs ont apprécié la réponse du gouvernement Key au séisme meurtrier à Christchurch en février 2011.) Le décompte final donna la victoire à Nicky Wagner, avec 45 voix d'avance.
À Waitakere, en revanche, le décompte des special votes inversa la victoire qui semblait acquise aux Nationaux. La députée Paula Bennett, ministre du Développement social, fut battue par la candidate travailliste Carmel Sepuloni, qui obtint 11 voix d'avance. Cela n'affecta pas le nombre de sièges total des Travaillistes : l'entrée au Parlement de Carmel Sepuloni signifia l'invalidation de l'élection du Travailliste Raymond Huo à la proportionnelle. Paula Bennett conserva un siège au Parlement grâce à sa position sur la liste du Parti national - mais au prix d'en écarter Aaron Gilmore, qui pensait avoir été élu.
Circonscriptions générales
| Circonscription                            | Député sortant | Député sortant   | Parti du sortant | Sortant se représente ? | Élu | Élu              | Parti de l'élu |
| ------------------------------------------ | -------------- | ---------------- | ---------------- | ----------------------- | --- | ---------------- | -------------- |
| Auckland Central (Auckland centre)         |                | Nikki Kaye       | National         | oui                     |     | Nikki Kaye       | National       |
| Bay of Plenty                              |                | Tony Ryall       | National         | oui                     |     | Tony Ryall       | National       |
| Botany                                     |                | Jami-Lee Ross    | National         | oui                     |     | Jami-Lee Ross    | National       |
| Christchurch Central (Christchurch centre) |                | Brendon Burns    | Travailliste     | oui                     |     | Nicky Wagner     | National       |
| Christchurch East (Christchurch est)       |                | Lianne Dalziel   | Travailliste     | oui                     |     | Lianne Dalziel   | Travailliste   |
| Clutha-Southland                           |                | Bill English     | National         | oui                     |     | Bill English     | National       |
| Coromandel                                 |                | Sandra Goudie    | National         | non                     |     | Scott Simpson    | National       |
| Dunedin North (Dunedin nord)               |                | Pete Hodgson     | Travailliste     | non                     |     | David Clark      | Travailliste   |
| Dunedin South (Dunedin sud)                |                | Clare Curran     | Travailliste     | oui                     |     | Clare Curran     | Travailliste   |
| East Coast (Côte est)                      |                | Anne Tolley      | National         | oui                     |     | Anne Tolley      | National       |
| East Coast Bays (Baies de la Côte est)     |                | Murray McCully   | National         | oui                     |     | Murray McCully   | National       |
| Epsom                                      |                | Rodney Hide      | ACT              | non                     |     | John Banks (en)  | ACT            |
| Hamilton East (Hamilton est)               |                | David Bennett    | National         | oui                     |     | David Bennett    | National       |
| Hamilton West (Hamilton ouest)             |                | Tim Macindoe     | National         | oui                     |     | Tim Macindoe     | National       |
| Helensville                                |                | John Key         | National         | oui                     |     | John Key         | National       |
| Hunua                                      |                | Paul Hutchison   | National         | oui                     |     | Paul Hutchison   | National       |
| Hutt South (Hutt sud)                      |                | Trevor Mallard   | Travailliste     | oui                     |     | Trevor Mallard   | Travailliste   |
| Ilam                                       |                | Gerry Brownlee   | National         | oui                     |     | Gerry Brownlee   | National       |
| Invercargill                               |                | Eric Roy         | National         | oui                     |     | Eric Roy         | National       |
| Kaikoura                                   |                | Colin King       | National         | oui                     |     | Colin King       | National       |
| Mana                                       |                | Kris Faafoi      | Travailliste     | oui                     |     | Kris Faafoi      | Travailliste   |
| Mangere                                    |                | Su'a William Sio | Travailliste     | oui                     |     | Su'a William Sio | Travailliste   |
| Manukau East (Manukau est)                 |                | Ross Robertson   | Travailliste     | oui                     |     | Ross Robertson   | Travailliste   |
| Manurewa                                   |                | George Hawkins   | Travailliste     | non                     |     | Louisa Wall      | Travailliste   |
| Maungakiekie                               |                | Peseta Lotu-Iiga | National         | oui                     |     | Peseta Lotu-Iiga | National       |
| Mount Albert (Mont Albert)                 |                | David Shearer    | Travailliste     | oui                     |     | David Shearer    | Travailliste   |
| Mount Roskill (Mont Roskill)               |                | Phil Goff        | Travailliste     | oui                     |     | Phil Goff        | Travailliste   |
| Napier                                     |                | Chris Tremain    | National         | oui                     |     | Chris Tremain    | National       |
| Nelson                                     |                | Nick Smith       | National         | oui                     |     | Nick Smith       | National       |
| New Lynn                                   |                | David Cunliffe   | Travailliste     | oui                     |     | David Cunliffe   | Travailliste   |
| New Plymouth                               |                | Jonathan Young   | National         | oui                     |     | Jonathan Young   | National       |
| North Shore                                |                | Wayne Mapp       | National         | non                     |     | Maggie Barry     | National       |
| Northcote                                  |                | Jonathan Coleman | National         | oui                     |     | Jonathan Coleman | National       |
| Northland                                  |                | John Carter      | National         | non                     |     | Mike Sabin       | National       |
| Ohariu                                     |                | Peter Dunne      | United Future    | oui                     |     | Peter Dunne      | United Future  |
| Otaki                                      |                | Nathan Guy       | National         | oui                     |     | Nathan Guy       | National       |
| Pakuranga                                  |                |                  |                  |                         |     |                  |                |
| Palmerston North                           |                |                  |                  |                         |     |                  |                |
| Papakura                                   |                |                  |                  |                         |     |                  |                |
| Port Hills                                 |                |                  |                  |                         |     |                  |                |
| Rangitata                                  |                |                  |                  |                         |     |                  |                |
| Rangitikei                                 |                |                  |                  |                         |     |                  |                |
| Rimutaka                                   |                |                  |                  |                         |     |                  |                |
| Rodney                                     |                |                  |                  |                         |     |                  |                |
| Rongotai                                   |                |                  |                  |                         |     |                  |                |
| Rotorua                                    |                |                  |                  |                         |     |                  |                |
| Selwyn                                     |                |                  |                  |                         |     |                  |                |
| Tamaki                                     |                |                  |                  |                         |     |                  |                |
| Taranaki-King Country                      |                |                  |                  |                         |     |                  |                |
| Taupo                                      |                |                  |                  |                         |     |                  |                |
| Tauranga                                   |                | Simon Bridges    | National         | oui                     |     | Simon Bridges    | National       |
| Te Atatu                                   |                | Chris Carter     | sans étiquette   | non                     |     | Phil Twyford     | Travailliste   |
| Tukituki                                   |                |                  |                  |                         |     |                  |                |
| Waikato                                    |                |                  |                  |                         |     |                  |                |
| Waimakariri                                |                |                  |                  |                         |     |                  |                |
| Wairarapa                                  |                |                  |                  |                         |     |                  |                |
| Waitakere                                  |                | Paula Bennett    | National         | oui                     |     | Carmel Sepuloni  | Travailliste   |
| Waitaki                                    |                |                  |                  |                         |     |                  |                |
| Wellington Central (Wellington centre)     |                |                  |                  |                         |     |                  |                |
| West Coast-Tasman                          |                |                  |                  |                         |     |                  |                |
| Whanganui                                  |                |                  |                  |                         |     |                  |                |
| Whangarei                                  |                |                  |                  |                         |     |                  |                |
| Wigram                                     |                | Jim Anderton     | Progressiste     | non                     |     | Megan Woods      | Travailliste   |

Circonscriptions maori
| Circonscription | Député sortant | Député sortant    | Parti du sortant | Sortant se représente ? | Élu | Élu               | Parti de l'élu |
| --------------- | -------------- | ----------------- | ---------------- | ----------------------- | --- | ----------------- | -------------- |
| Hauraki-Waikato |                | Nanaia Mahuta     | Travailliste     | oui                     |     | Nanaia Mahuta     | Travailliste   |
| Ikaroa-Rāwhiti  |                | Parekura Horomia  | Travailliste     | oui                     |     | Parekura Horomia  | Travailliste   |
| Tāmaki Makaurau |                | Pita Sharples     | Māori            | oui                     |     | Pita Sharples     | Māori          |
| Te Tai Hauāuru  |                | Tariana Turia     | Māori            | oui                     |     | Tariana Turia     | Māori          |
| Te Tai Tokerau  |                | Hone Harawira     | Mana             | oui                     |     | Hone Harawira     | Mana           |
| Te Tai Tonga    |                | Rahui Katene      | Māori            | oui                     |     | Rino Tirikatene   | Travailliste   |
| Waiariki        |                | Te Ururoa Flavell | Māori            | oui                     |     | Te Ururoa Flavell | Māori          |